# Dysaphis affinis
Dysaphis affinis är en insektsart. Dysaphis affinis ingår i släktet Dysaphis och familjen långrörsbladlöss. Inga underarter finns listade i Catalogue of Life.